# زبيدة محمد عطا
زبيدة محمد عطا هي أستاذة ودكتورة مصرية، ولدت في يوم العاشر من شهر يوليو عام 1944، بحي الروضة بالقاهرة.

## حياتها
كانت زبيدة عطا الطفلة الوحيدة بجانب اثنين من اخوانها الذكور، تلقت تعليمها بالقاهرة ثم التحقت بكلية الآداب بقسم التاريخ بجامعة القاهرة؛ حيث حصلت على ليسانس الآداب عام 1964م. وأكملت دراساتها العليا في نفس الجامعة؛ فحصلت على الماجستير عام 1969م، ثم الدكتوراه في تاريخ العصور الوسطى في عام 1972، وعملت كمدرسة بقسم التاريخ بكلية الآداب بجامعة المنيا في شهر يوليو عام 1973م، ثم أستاذة مساعدة عام 1978م، ثم أستاذة بذات الجامعة 1983م. تم إعارتها كرئيس لقسم التاريخ بجامعة الملك عبد العزيز بالمملكة العربية السعودية، وبعدها عادت إلى مصر، واستمرت بالتدريس بالجامعة، حتى أصبحت عميدة لكلية الآداب بجامعة حلوان من عام 1999 حتى عام 2004، ومازالت تعمل بها للآن كأستاذة متفرغة لتاريخ العصور الوسطى.
حصلت زبيدة عطا على عضوية العديد من اللجان والجمعيات العامة، منها عضو في مكتبة الإسكندرية، عضو في مؤتمرات الإصلاح العربي، وعضو بالمجلس الأعلى للثقافة والفنون ولجنة التاريخ، وعضو الجمعية المصرية للدراسات التاريخية، وعضو مجلس إدارة اتحاد المؤرخين العرب، وعضو اتحاد الأثريين العرب، وعضو تقييم مادة التاريخ بالمراحل الإعدادية والثانوية بوزارة التربية والتعليم، وعضو لجنة تحكيم جوائز الدولة التقديرية وجوائز الدولة للتفوق العلمي، وعضو محكم في لجنة جائزة النيل ومقررة اللجنة الاستشارية بقطاع الآداب بالمجلس الأعلى للجامعات، وقامت بالإشراف على أكثر من 40 رسالة علمية للماجستير والدكتوراه في جامعات محلية وعربية. علاوة على أن زبيدة عطا حصلت على العديد من الدورات التدريبية في مصر والولايات المتحدة الأمريكية وغيرها.

## أبحاثها ومؤلفاتها
لزبيدة عطا عشرات الأبحاث التاريخية والسياسية التي نشرت في مصر والعالم، مثل:
- الشرق الإسلامي والدولة البيزنطية زمن الأيوبين
- الحياة الاقتصادية في مصر البيزنطية
- الفلاح المصري بين العصر القبطي والعصر الإسلامي
- بلاد الترك في العصور الوسطي
- زبدة الفكرة في تاريخ الهجرة لبيبرس الدوادار (تحقيق)
- ألمانيا في العصر البيزنطي
- منهج البحث التاريخي
- المقاتل البيزنطي
- الدولة البيزنطية من قسطنطين إلى انستاسبوس
- اليهود في العالم الإسلامي بين وثائق الجنيزة والمؤرخون اليهود والمصادر الإسلامية (ثلاثة أجزاء)
- دولة المماليك الشرعية الحكم الديني
- القدس عربية في ضوء وثائق الجنينزة
- وثائق الجنيزة كمصدر لدراسة التاريخ الإسلامي
- إسرائيل في النيل
- الحياة الاقتصادية في العالم الإسلامي في ضوء وثائق الجنيزة
- القومية اليهودية والاندماج وصلتهم بالمجتمع الإسلامي وفقا لوثائق الجنيزة
- عكا كآخر إمارة صليبية
- صورة الفارس الإقطاعي والصراع الإسلامي المسيحي كما وردت في ملاحم القرن الحادى عشر الميلادي البيزنطية واللاتينية
- دراسات في التاريخ الإسلامي الوسيط
- المماليك وشرعية الحكم[2]

وقدمت للمكتبة العربية كما ذكرنا مؤلفات رائدة من أهمها: «يهود مصر- التاريخ السياسي» و«يهود مصر- التاريخ الاقتصادي»، و«اليهود في العالم العربي». ومن أهم كتبها «إسرائيل في النيل»

## جوائزها
حازت زبيدة عطا على جائزة الدولة التقديرية في العلوم الاجتماعية في عام 2003م، وشهادة تقدير من وزارة التعليم الروسي، وجامعة الصداقة الروسية لتدعيم العلاقات الثقافية بين مصر وسوريا، وشهادة تقدير من جامعة الدار البيضاء ووزارة التعليم بالمغرب. كما حصلت على العديدزمن شهادات التقدير من جامعات مصرية عديدة.